# 케어래

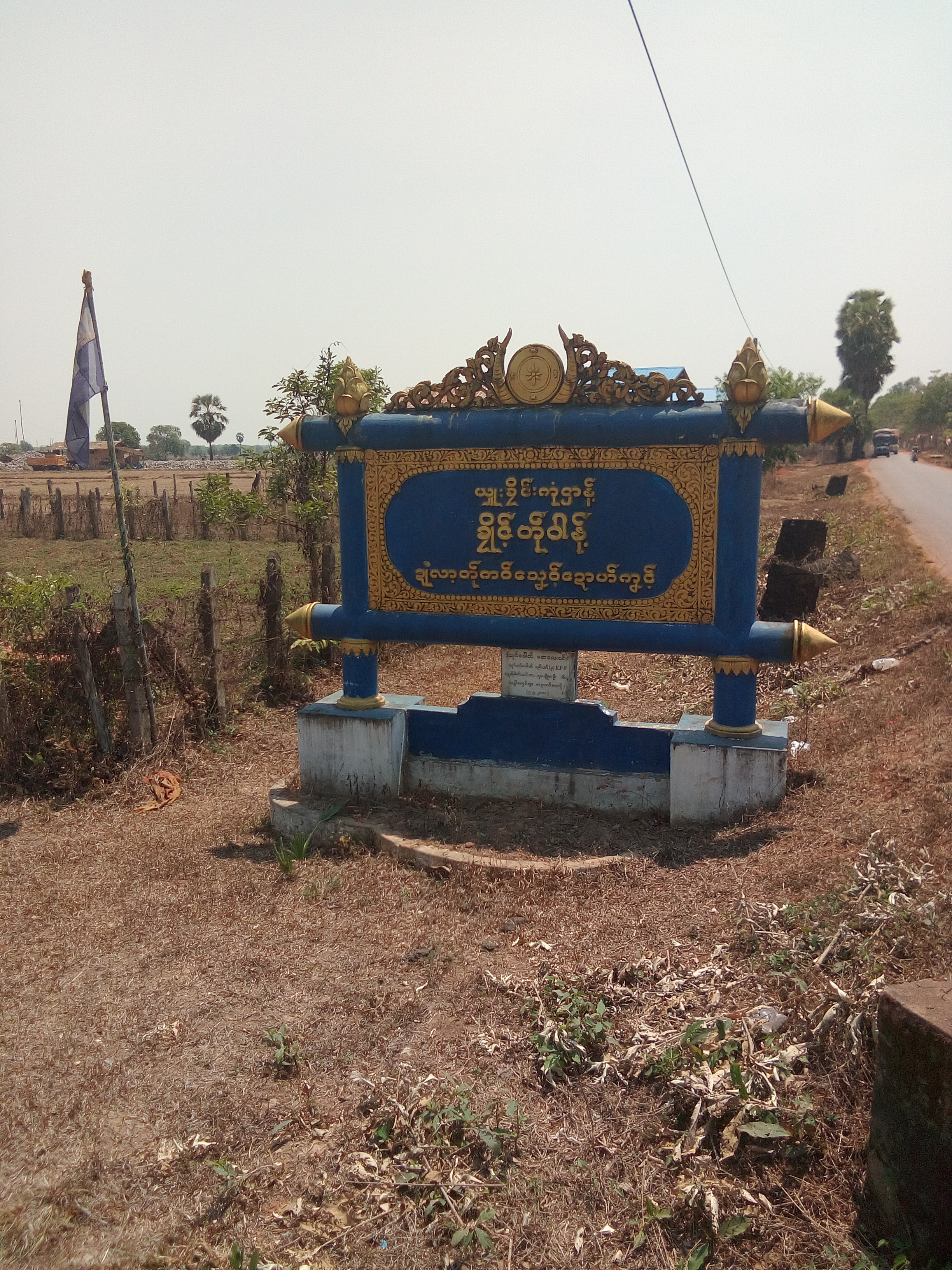
케어래

케어래(버마어: ခလယ်)은 미얀마 카인 주에 위치한 마을로 높이는 17m, 인구는 5,355명(2014년 기준)이다. 주민의 대다수는 상좌부 불교 신자이다.

 위키미디어 공용에 케어래 관련 미디어 분류가 있습니다.